# Yvonne Eklund
Yvonne Eklund, född 19 augusti 1950 i Stockholm, är en svensk skådespelare. Hon är utbildad vid Teaterhögskolan i Stockholm.

## Filmografi
- 1986 – Yngsjömordet – hans hustru
- 1987 – Doctor Snuggles och hans vänner – röst åt Norpan
- 1988 – Barney – röst åt Roger
- 1990 – En skruv lös – kurator
- 1990 – Nötknäpparen och muskungen – röst
- 1995 – Höst i paradiset – äppelförsäljerska
- 1995 – Sylvester och Trollstenen och fyra andra tecknade äventyr – röst

## Teater

### Roller (ej komplett)
| År   | Roll        | Produktion                         | Regi           | Teater          |
| ---- | ----------- | ---------------------------------- | -------------- | --------------- |
| 1982 | Fru Brogren | Sångare! Rudolf Värnlund           | Peter Oskarson | Skånska Teatern |
| 1982 | Fru Melin   | Vägen till Kanaan! Rudolf Värnlund | Peter Oskarson | Skånska Teatern |